# Cypriano de Soarez
Cypriano de Soarez (Soarius en latin), né à Ocaña le 1524 et mort à Plasencia le 19 août 1593, est un prêtre jésuite espagnol, humaniste et écrivain de renom.

## Biographie
Entré dans la Compagnie de Jésus le 21 juillet 1549, il professa sept ans les humanités et la rhétorique, puis 20 ans l'Écriture Sainte, et ensuite gouverna les collèges de Braga et d'Évora. Surtout connu pour ses œuvres de rhétorique, il fut également un personnage influent par ses avis dans nombre de débats théologiques qui concernaient la Compagnie de Jésus. Cypriano de Soarez est l'auteur du manuel de rhétorique le plus célèbre et le plus diffusé dans les collèges de la Compagnie de Jésus : le De arte rhetorica libri tres ex Aristotele, Cicerone et Quintiliano, dont la Ire édition parut à Coimbra en 1560.